# Glasul Bucovinei (revistă)

Glasul Bucovinei este o publicație trimestrială de istorie și cultură, înființată în 1994, care apare sub auspiciile Institutului Cultural Român, preluând titlul unui ziar omonim, apărut în perioada 1918-1923.
Apare la Cernăuți și București, reunind studii și cercetări despre tradiția românească a Bucovinei semnate de autori români și străini. Este difuzată în Bucovina, România și în străinătate.
Redactor șef este Alexandrina Cernov, iar redactori sunt Marin Gherman, Ilie Luceac, Vasile Tărâțeanu.
Ca obiective, revista își propunea, în primul rând, “recuperarea adevărului istoric: cronologia istorică și politică, activitatea partidelor politice, mărturii istorice, aspecte de viață spirituală și religioasă, portretele reprezentanților științei și culturii românești din Bucovina, memorialistică, demografie, creație literară, artă, etnografie, folclor”.